# Farol (Paraná)
Farol es un municipio brasileño del estado de Paraná. Su población estimada en 2007 era de 3.394 habitantes.